# Vietnam International 2015
Die Vietnam International 2015 im Badminton fanden vom 17. März bis zum 22. März 2015 in Hanoi statt. Das Turnier ist nicht zu verwechseln mit der Vietnam International Series 2015.

## Sieger und Platzierte
| Disziplin    | Gold                                            | Silber                                   | Bronze                                |
| ------------ | ----------------------------------------------- | ---------------------------------------- | ------------------------------------- |
| Herreneinzel | Firman Abdul Kholik                             | Khosit Phetpradab                        | Muhammad Bayu Pangisthu               |
| Herreneinzel | Firman Abdul Kholik                             | Khosit Phetpradab                        | Riyanto Subagja                       |
| Dameneinzel  | Kana Ito                                        | Aprilia Yuswandari                       | Yuka Kusunose                         |
| Dameneinzel  | Kana Ito                                        | Aprilia Yuswandari                       | Hana Ramadhini                        |
| Herrendoppel | Lu Ching-yao Tien Tzu-chieh                     | Terry Hee Hendra Wijaya                  | Hardianto Kenas Adi Haryanto          |
| Herrendoppel | Lu Ching-yao Tien Tzu-chieh                     | Terry Hee Hendra Wijaya                  | Trawut Potieng Nipitphon Puangpuapech |
| Damendoppel  | Anggia Shitta Awanda Ni Ketut Mahadewi Istarani | Chayanit Chaladchalam Phataimas Muenwong | Chang Ching-hui Chang Hsin-tien       |
| Damendoppel  | Anggia Shitta Awanda Ni Ketut Mahadewi Istarani | Chayanit Chaladchalam Phataimas Muenwong | Yuki Fukushima Sayaka Hirota          |
| Mixed        | Fran Kurniawan Komala Dewi                      | Hafiz Faizal Masita Mahmudin             | Terry Hee Tan Wei Han                 |
| Mixed        | Fran Kurniawan Komala Dewi                      | Hafiz Faizal Masita Mahmudin             | Alfian Eko Prasetya Shella Devi Aulia |